# Pseudobranchus axanthus
Pseudobranchus axanthus là một loài kỳ giông thiếu chân sau. Nó chỉ xuất hiện ở Hoa Kỳ, nó là một trong hai loài hiện đang được công nhận của chi Pseudobranchus. Hai phân loài hiện đang được công nhận; P.a.axanthus và P.a.belli.